# Get in Where You Fit In
Get in Where You Fit In – ósmy album amerykańskiego rapera Too $horta. Ukazał się w sprzedaży 23 października 1993 roku.

## Lista utworów
1. Don't Fight The Intro
2. I'm A Player
3. Just Another Day
4. Gotta Get Some Lovin'
5. Money In The Ghetto
6. Blowjob Betty
7. All My Bitches Are Gone  (gościnnie Ant Banks)
8. The Dangerous Crew  (gościnnie Spice 1, Ant Banks, Mhisani, Pee Wee)
9. Get in Where You Fit In
10. Playboy $hort
11. Way Too Real
12. It's All Good
13. Oakland Style  (gościnnie FM Blue)